# Jason Cunliffe
Jason Ryan Quitugua Cunliffe (Hagåtña, 23 ottobre 1983) è un calciatore statunitense, attaccante del Bank of Guam Strykers.
È primatista di presenze (59) e reti (22) della nazionale guamana.